# Nicki Minaj

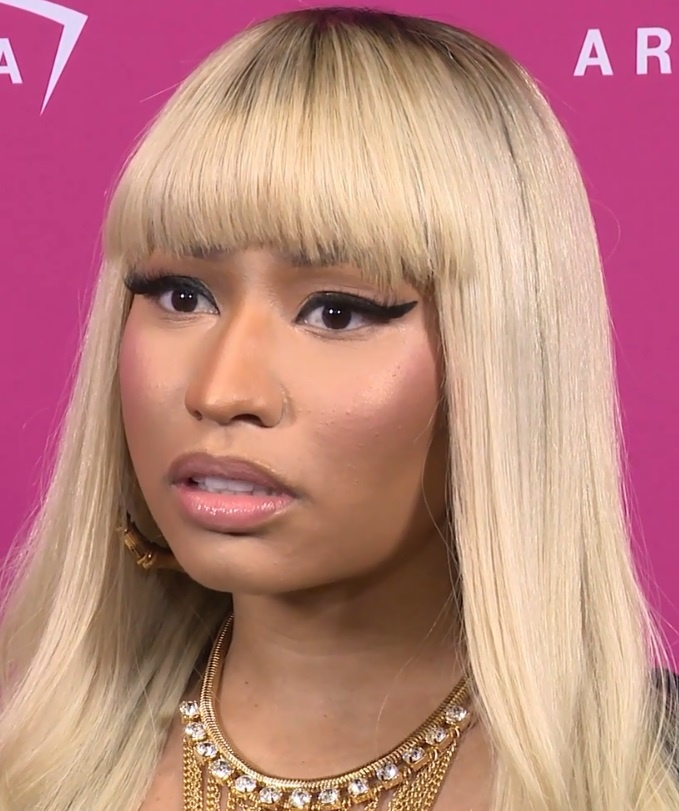
Minaj, 2016

Nicki Minaj [nɪkɪ mɪˈnáːʒ] (* 8. Dezember 1982 als Onika Tanya Maraj in Port of Spain, Trinidad und Tobago) ist eine in den Vereinigten Staaten lebende trinidadische Rapperin, R&B- und Pop-Sängerin und Schauspielerin. Minaj ist auch als „Queen of Rap“ und „Queen of Hip-Hop“ bekannt.
Sie steht seit 2009 bei Young Money Entertainment unter Vertrag, dem Label des US-amerikanischen Rappers Lil Wayne; das Label ist verbunden mit Cash Money, das von dem Rapper Birdman und Lil Wayne geleitet wird. Im Juni 2010 erreichte sie als erste Rapperin seit Lil’ Kims Magic Sticks (feat. 50 Cent) 2002 mit ihrem Song Your Love die Spitze der US-Billboard Hot Rap Tracks. Sie ist die erste Künstlerin, die mit sieben Songs gleichzeitig in den Billboard Hot 100 vertreten war und sie ist die einzige Künstlerin, die in jedem Billboard Genre einen Nummer 1 Hit hat. Im Juni 2015 brach sie mit dem Gewinn ihres sechsten „Best Female R’n’B & Hip-Hop Artist“ BET Award den Rekord von Missy Elliott, die diesen Preis fünfmal gewonnen hatte. Im März 2017 brach sie den Billboard-Hot-100-Rekord für die meisten Chartplatzierungen einer Frau in der Geschichte der US-amerikanischen Charts.
Minaj ist mit knapp 255 Millionen verkauften Tonträgern, 149 Chartplatzierungen, über 570 Platin-Schallplatten (Stand März 2025) und einem Privatvermögen von über 150 Millionen US-Dollar sowohl die musikalisch als auch kommerziell erfolgreichste Rapperin. Ihr Vermögen konnte sie durch die Veröffentlichung ihrer Studioalben, Welttourneen und verschiedener Werbeverträge, unter anderem für Pepsi, Mercedes-Benz und Adidas, erwirtschaften. Während Pepsi 12 Millionen US-Dollar (die bisher höchste Gage die das Unternehmen einem Künstler zusprach) für einen Cameo-Auftritt am Ende des Werbevideos und die Verwendung ihres Songs Moment 4 Life bezahlte, verdiente Minaj als Jury-Mitglied bei American Idol weitere 6 Millionen US-Dollar.
Minajs Album Pink Friday 2 erreichte mit 228.000 Einheiten die Spitze der Billboard 200 und machte sie zur weiblichen Rapperin mit den meisten Nummer-eins-Alben (3) in den USA. Es verzeichnete die größte Verkaufswoche eines Rap-Albums einer Frau 2023 und brach den Rekord für Erstwochen-Vinylverkäufe eines weiblichen Rap-Albums in den USA. Zwei Tracks, Everybody mit Lil Uzi Vert und „Needle“ mit Drake, schafften es in die Top 40 der Billboard Hot 100. Mit Hits wie Everybody, FTCU und Barbie Dangerous erreichte Minaj die drittmeisten Top-Tens (50) in den Hot Rap Songs und hat den Rekord für die meisten Top-Tens (46) in den Hot R&B/Hip-Hop Songs einer Frau.

## Lebenslauf
Nicki Minaj wurde am 8. Dezember 1982 als Onika Tanya Maraj in Saint James, einem Stadtteil von Port of Spain im karibischen Inselstaat Trinidad und Tobago, geboren und lebte dort die ersten fünf Jahre bei ihrer Großmutter. Ihre Vorfahren stammen aus Afrika und Indien; ihr Familienname ist eine Kurzform des aus dem Sanskrit stammenden hinduistischen Herrschertitels Maharaj, der „großer Herrscher“ bedeutet.
Ab ihrem fünften Lebensjahr lebte sie im New Yorker Stadtteil Queens bei ihren Eltern, die in die Vereinigten Staaten ausgewandert waren. Ihr Vater war alkohol- und drogenabhängig und wurde gegenüber seiner Frau und seinen Kindern regelmäßig gewalttätig. Er wurde am 12. Februar 2021 von einem unbekannten Autofahrer angefahren und starb später im Krankenhaus an den Folgen der dabei erlittenen Verletzungen. 2003 absolvierte Nicki Minaj die öffentliche Schule für Schauspiel und Musik LaGuardia High School in Manhattan.

## Musikkarriere

### 2004–2010: Karrierebeginn und verschiedene Mixtapes
Minaj begann ihre Musikkarriere 2004 in New York mit dem Einsingen von Backing Vocals und Hooks für einige Rapper. Noch im selben Jahr hörte Fendi, der CEO des Labels Dirty Money Recordings, ihre Songs auf ihrer MySpace-Seite und nahm sie unter Vertrag. Nachdem sie auf der Dirty Money DVD The Come Up zu hören und zu sehen gewesen war, trat Lil Wayne mit ihr in Kontakt, und die beiden nahmen einige Songs zusammen auf.
Im April 2007 veröffentlichte sie ihr erstes Mixtape Playtime Is Over, auf dem einige der Songs mit Lil Wayne zu hören waren.
2008 folgte ihr zweites Mixtape Sucka Free. Außerdem war sie auf dem Cover des Hip-Hop-Magazins XXL zu sehen und gewann den Female Artist of the Year Award der Underground Music Awards.
Im April 2009 wurde mit Beam Me Up Scotty ihr drittes Mixtape veröffentlicht, von dem sowohl der Sender BET als auch MTV positiv berichteten. Darauf folgte die Unterzeichnung eines Künstlervertrags bei Lil Waynes Young Money Entertainment in Zusammenarbeit mit Universal Motown Records. Das Album We Are Young Money von Young Money, auf dem Minaj zu hören war, erreichte Platz 9 der US Billboard 200 und brachte ihr somit erste Charterfolge ein. Die zweite Single des Albums Bedrock, auf dem sie als Rapperin zu hören ist, erreichte Platz 2 der US Billboard Hot 100 und Platz 1 der US Billboard Hot Rap Tracks.

### 2010–2011:Pink Friday

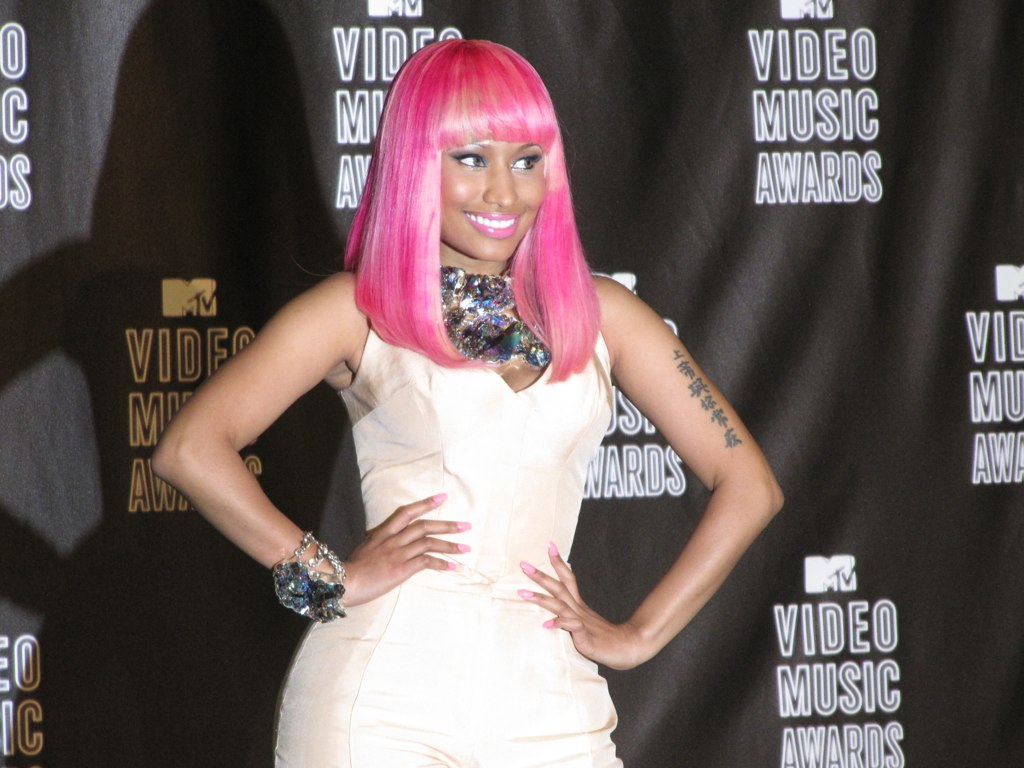
Nicki Minaj bei den MTV Video Music Awards 2010

Bevor Nicki Minaj erste Solosongs veröffentlichte, nahm sie weitere Songs mit Mariah Carey (Up Out My Face (Remix)), Ludacris (My Chick Bad), Usher (Lil' Freak), Sean Kingston (Letting Go [Dutty Love]), Jeffree Star (Lollipop Luxury) und Christina Aguilera (Woohoo) auf.
Im Januar 2010 wurde das Mixtape Barbie World veröffentlicht, jedoch nicht von Minaj selbst, weswegen sie es nicht als ihr Mixtape ansah.
Am 13. April 2010 wurde ihre erste Single Massive Attack, ein Featuring mit Sänger Sean Garrett, veröffentlicht und das Video zu dieser Single am 31. März 2010. Der Song erreichte Platz 22 der US Billboard Hot R&B/Hip-Hop Songs.
Am 1. Juni 2010 veröffentlichte Minaj den Song Your Love aus Barbie World, da er im Vorfeld von vielen Radiosendern gespielt worden war und so eine Menge Aufmerksamkeit bekommen hatte. Der Song wurde jedoch neu und in einer geänderten Version aufgenommen, da sich auf dem Mixtape nur eine Demo befand. Es wurde ihre bisher erfolgreichste Single; sie erreichte Platz 14 der Billboard Hot 100, Platz 8 der Hot R&B/Hip-Hop Songs und Platz 1 der Billboard Hot Rap Tracks. Das Musikvideo wurde am 21. Juli 2010 veröffentlicht. Right thru Me wurde am 24. September 2010 veröffentlicht, das dazugehörige Video im Oktober. Moment 4 Life, eine Zusammenarbeit mit dem kanadischen Rapper Drake erschien nach Right thru Me am 7. Dezember 2010. Der Song erreichte Platz 1 der US Billboard Hot R&B/Hip-Hop Songs und Platz 1 der Billboard Hot Rap Tracks.
Am 11. Dezember 2010 debütierte das Album Pink Friday in den US Billboard 200 auf Anhieb auf Platz 2 hinter My Beautiful Dark Twisted Fantasy von Kanye West. Am 19. Februar 2011 und damit in der elften Chartwoche schaffte es das Album an die Spitze der Album-Charts. Nicki Minaj ist weltweit die erste Frau, die sieben Songs aus einem Album gleichzeitig in den US Billboard 200 hatte, und sie war als beste R&B/HipHop-Sängerin für einen Teen Choice Award 2011 nominiert.
Im April 2011 gab Popsängerin Britney Spears bekannt, dass Minaj sie auf ihrer Femme Fatale-Tour begleiten werde, um im Vorprogramm aufzutreten. Passenderweise wirkte Minaj im selben Monat zusammen mit Ke$ha an einem Remix von Spears’ Single Till the World Ends als Gastsängerin mit. Der Song erreichte Platz 3 der US-Charts. Minajs Single Super Bass erreichte im August 2011 ebenfalls Platz 3 in den USA, damit ist es die erfolgreichste Single ihrer Karriere. In den britischen Charts erreichte Minaj mit demselben Lied Platz 8, dort ist es ihr erster Top-Ten-Erfolg.
Für das Video zu ihrer Hit-Single Super Bass erhielt Minaj im August 2011 einen MTV Video Music Award, kurz auch MTV VMA, ihren ersten internationalen Musikpreis.
Im November 2011 erhielt sie zwei American Music Awards, einen für ihr Debütalbum Pink Friday, womit sie sich gegen Lil Wayne und Kanye West durchsetzte, und den anderen als Fan-Award Rising Star of the Year 2011.
Sie hatte auf der Victoria’s Secret Fashion Show 2011 eine Bühnenperformance mit David Guetta, dort sang sie ihren Hit Super Bass sowie ihren neuen Titel Turn Me On, den sie zusammen mit David Guetta aufgenommen hatte.
Mattel ließ im November 2011 eine Barbie-Puppe, die exakt wie Minaj aussah, als Unikat produzieren. Sie wurde im Dezember für wohltätige Zwecke versteigert und erzielte einen Preis von 15.000 US-Dollar.

### 2012–2013:Pink Friday: Roman Reloaded
Am 14. Februar 2012 sollte ihr zweites Album Pink Friday: Roman Reloaded erscheinen, der Termin wurde jedoch auf den 3. April 2012 verschoben. Minaj war zusammen mit Rihanna und dem Hit Fly für einen Virgin Media Music Award nominiert. Nicki Minaj war für die Grammy Awards 2012 insgesamt dreimal in den Kategorien Best New Artist, Best Rap Album und Best Rap Performance nominiert.
Die Wiederveröffentlichung von Pink Friday: Roman Reloaded erschien im April 2012 als Pink Friday: Roman Reloaded – The Re-Up. Es enthält sieben neue Songs, unter anderem den Titel Va Va Voom, den es bisher nur auf der Pink Friday: Roman Reloaded Deluxe Edition gab.
Die erste Single aus der Wiederveröffentlichung Pink Friday: Roman Reloaded – The Re-Up, The Boys (feat. Cassie), erschien am 13. September 2012. Va Va Voom, erschien als nächste Single aus Pink Friday: Roman Reloaded am 12. Oktober 2012 erschienen.
Am 3. November 2012 kam die dritte Single mit dem Titel Freedom auf den Markt.
Die vierte Single aus Pink Friday: Roman Reloaded The Re-Up war High School mit Lil Wayne und erschien am 16. April 2013. Bei den Billboard Music Awards 2013 hatte Minaj sieben Nominierungen. Minaj übernahm die Sprechrolle von Hailey, einem Teenager-Mammut, im Film Ice Age 4 – Voll verschoben.
Ab Januar 2013 saß Minaj zum ersten Mal in der Jury von American Idol, neben Mariah Carey, Keith Urban und Randy Jackson. Sie wird aber nicht, wie Mariah Carey, wieder in der Jury von American Idol sitzen, wie sie bekanntgab.
Im August 2012 stellte Nicki Minaj ihr erstes Parfum mit dem Namen Pink Friday vor. Anfang Mai veröffentlichte sie ihr zweites Parfum Minajesty in Deutschland.

### 2014–2015:The Pinkprint
Im Mai 2014 erschien mit Pills N Potions Minajs erste Single aus dem Album The Pinkprint. Im August 2014 folgte mit Anaconda die zweite Single aus ihrem dritten Studioalbum. Anaconda erreichte mit Platz 2 der US-Charts ihre bisher beste Platzierung mit einem Song. Am 28. Oktober erschien die dritte Single Only mit Lil Wayne, Drake und Chris Brown. Als Promotion Single hat Minaj Feelin' Myself mit Beyoncé veröffentlicht.
Minaj moderierte am 9. November die MTV Europe Music Awards 2014 in Glasgow, bei denen sie selbst viermal nominiert war und einen Award in der Kategorie Best Hip-Hop gewann. Am 16. November erschien die Single Bed of Lies mit Skylar Grey. Minajs drittes Studioalbum The Pinkprint wurde am 15. Dezember 2014 veröffentlicht und erreichte Platz 2 der US-Charts sowie Platz 22 in Großbritannien. Am 21. Januar 2015 erschien der Kurzfilm The Pinkprint Movie. Dieser thematisiert Minajs Ex-Beziehung mit Safaree Samuels und wird von ihren drei Songs „The Crying Game“, „I Lied“ und „Grand Piano“ untermauert.
Truffle Butter (feat. Drake & Lil Wayne) erschien im Januar 2015 als fünfte Single aus ihrem dritten Album. Bei den Grammy Awards 2015 war Minaj sowohl in der Kategorie Best Rap Song für Anaconda als auch in der Kategorie Best Pop Duo/Group Performance für Bang Bang nominiert.
Im März 2015 startete die The Pinkprint Tour, bei der Minaj unter anderem zwei Konzerte in Deutschland gab. Begleitet wurde sie von Trey Songz. Ebenfalls im März gab Forbes Magazine bekannt, dass Minaj ihr Privatvermögen seit 2010 jährlich verdoppeln konnte, womit sie die kommerziell erfolgreichste Rapperin der Welt sei. Bei den Nickelodeon Kids Choice Awards war sie 2015 in den Kategorien Beste Sängerin und Best Song of the Year (Bang Bang) nominiert; in der zuletzt genannten konnte sie sich durchsetzen.
Die sechste Single The Night Is Still Young aus The Pinkprint wurde am 12. April 2015 in Europa und später in den USA veröffentlicht. Die Single erreichte in den US-Charts Platz 31.
Minaj war bei den Billboard Music Awards 2015 in vier Kategorien nominiert: „Top Rap Song“ mit Anaconda, „Top Rap Album“ mit The Pinkprint sowie als „Top Rap Artist“ und als „Top Streaming Artist“. Sie gewann bei den BET-Awards zum sechsten Mal als „Best Hip-Hop & R’n’B Artist“ sowie den „Coca-Cola Viewers Choice Award“.
Am 17. Juli 2015 startete die „The Pinkprint Tour“ in Nordamerika. Vorher hatte sie im Rahmen dieser Tour zahlreiche Auftritte in Europa. Minaj war bei den World Music Awards fünfmal nominiert („Best Video – Hey Mama“, „Best Song – Hey Mama“, „Best Female Artist“, „Best Live Act“ und „Entertainer of the Year“).
Bei den MTV Video Music Awards war Minaj 2015 dreimal nominiert: in den Kategorien „Best Female Video“ für Anaconda, „Best Hip-Hop Video“ für Anaconda und „Best Collaboration“ für Bang Bang, eine Zusammenarbeit mit Jessie J und Ariana Grande. Ausgezeichnet wurde sie mit dem „Best Hip-Hop Video Award“. Sie eröffnete die Preisverleihung mit einem Medley aus Trini Dem Girls, The Night Is Still Young und Bad Blood von Taylor Swift, die ab The Night Is Still Young mitsang. Der gemeinsame Auftritt der beiden Künstlerinnen diente der öffentlichen Versöhnung, nachdem sie einen Streit auf Twitter hatten.
Am 1. September 2015 wurde die siebte Single Trini Dem Girls mit Lunchmoney Lewis veröffentlicht. Am 25. Oktober 2015 wurde sie bei den MTV Europe Music Awards zum zweiten Mal in Folge als „Best Hip-Hop Artist“ ausgezeichnet. Minaj erhielt zwei Auszeichnungen bei den American Music Awards, den „Favorite Rap/Hip-Hop Artist Award“ und den „Favorite Rap/Hip-Hop Album Award“. Den Album Award erhielt sie für ihr 2014 veröffentlichtes Album 'The Pinkprint'.
Für die Grammy Awards 2016 wurde Minaj in den folgenden Kategorien nominiert: „Best Rap/Sung Collaboration“ für Only, „Best Rap Performance“ für Truffle Butter und „Best Rap Album“ für The Pinkprint. Bei den BET Awards 2016 gewann sie zum siebten Mal den Preis als „Favorite Female Hip-Hop Artist“.

### 2016–2018:Queen
Am 4. Februar 2016 erschien das Lied Down in the DM als Single. Dies wurde ursprünglich als Solo-Lied von Yo Gotti auf dem Album The Art Of Hustle veröffentlicht, konnte aber als Remix-Version Platz 13 der US-amerikanischen Single-Charts erreichen, wo es für zwei Millionen Verkäufe mit Doppelplatin ausgezeichnet wurde. Einen Monat später trat sie bei dem Lied No Broken Hearts von Bebe Rexha in Erscheinung. Der Track konnte unter anderem in Deutschland, Tschechien und Belgien die Charts erreichen.
In Kollaboration mit DJ Khaled, Chris Brown, Jeremih, Future, August Alsina und Rick Ross erschien im Juli 2016 das Lied Do You Mind, das in den USA Platz 27 und Platin-Status erreichte. Auf dem im Mai 2016 erschienenen Album Dangerous Woman von Ariana Grande, wirkte Nicki Minaj bei dem Lied Side to Side mit. Der Song wurde am 30. August 2016 als Single ausgekoppelt und rückte Stück für Stück in den Single-Charts zahlreicher Länder auf. In Großbritannien und den USA erreichte die Single Platz 4. Binnen 6 Monaten verkaufte sich der Song über drei Millionen Mal.
Im Herbst 2016 erschienen die Lieder Froze von Meek Mill und Lil Uzi Vert, bei der sie als Gastmusikerin mitwirkt, sowie Black Barbies, eine Promo-Single, die in Zusammenarbeit mit Mike Will Made It entstand. Beide Singles brachten Minaj in die US-amerikanischen Single-Charts.
Am 26. Januar 2017 erschien das Lied Run Up, das in Zusammenarbeit mit dem DJ-Trio Major Lazer und Sänger PartyNextDoor entstand. Der Track erreichte die Charts von über 20 Ländern, darunter 8 Top-20-Platzierungen. Im Februar 2017 folgte ihre zweite Kollaborations-Single mit Jason Derulo, die den Titel Swalla trägt. Auch diese bildete einen weltweiten Erfolg. Neben Minaj ist auch Rapper Ty Dolla Sign als Gastmusiker zu hören.
Am 24. Februar 2017 wurde der Song Make Love mit Gucci Mane, der lediglich in den USA einen Erfolg verzeichnete, veröffentlicht. Die erste digitale Single No Frauds, die in Zusammenarbeit mit Lil Wayne und Drake entstand, erreichte die Charts aller deutschsprachigen Länder sowie die obere Charthälfte im Vereinigten Königreich und Platz 14 der US-Billboard-Charts. Regret in Your Tears stellt ihre erste Solo-Single seit zwei Jahren dar, Changed It eine weitere Kollaboration mit Lil Wayne. Alle drei Lieder wurden am 10. März 2017 veröffentlicht. Mit der Veröffentlichung dieser drei Singles erreichte Minaj ihre 76. Chartplatzierung in den Billboard Hot 100 und brach somit den 40-jährigen Rekord von Aretha Franklin.
In einem Live-Interview auf Facebook mit Final Kid gab der französische DJ und Produzent David Guetta am 27. Januar 2017 bekannt, dass sein siebtes Studioalbum bereits fertiggestellt und seine kommende Single eine Zusammenarbeit mit Nicki Minaj und Lil Wayne sei. Am 21. März 2017 postete Minaj auf ihrem Instagram-Profil das Artwork und enthüllte somit den Titel Light My Body Up. Am 23. März 2017 erschien der Track als Single. Im Mai 2017 veröffentlichte Sängerin Katy Perry das Lied Swish Swish, bei dem Minaj als Gastsängerin mitwirkt.

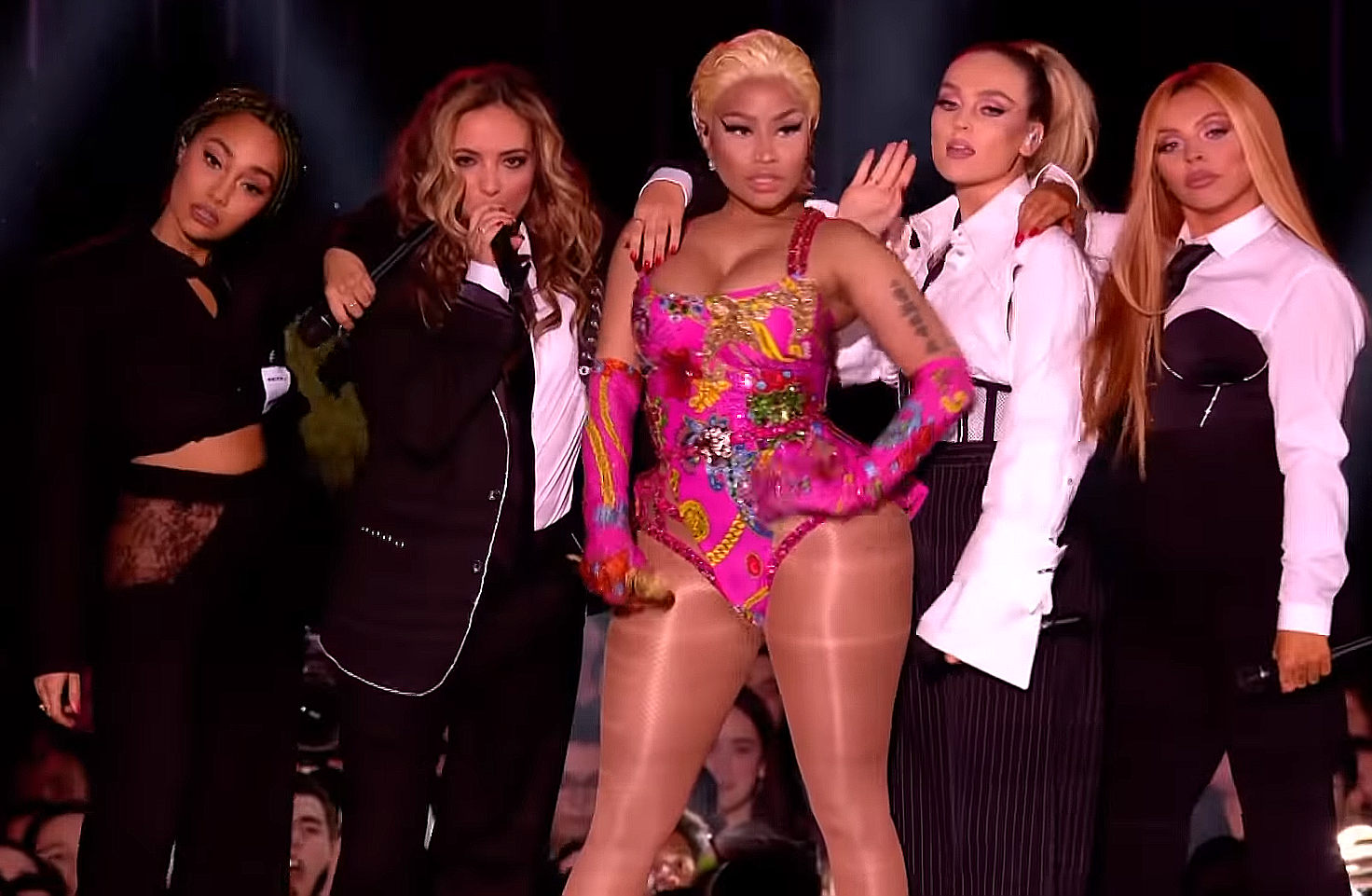
Nicki Minaj zusammen mit Little Mix bei den MTV European Music Awards 2018

Mit den Liedern Chun Li und Barbie Tingz veröffentlichte sie die ersten Singles aus ihrem Album Queen. Das Album wurde von Minaj auf der Met Gala 2018 in New York angekündigt. Als Veröffentlichungsdatum nannte sie zunächst den 15. Juni 2018, verschob die Veröffentlichung aber im Nachhinein, aus gesundheitlichen Gründen, auf den 10. August desselben Jahres. Barbie Tingz wurde jedoch aus der endgültigen Version des Albums entfernt. Sie ist nur noch in einer amerikanischen Deluxe-Edition vorhanden. Am 11. Juni 2018 veröffentlichte sie die Promo-Single Rich Sex, die einen Gastbeitrag von Lil Wayne beinhaltet und ebenfalls auf Queen vorhanden sein wird. Am selben Tag kündigte sie außerdem eine Welttournee, zusammen mit dem Rapper Future an. Wenige Tage später, am 14. Juni 2018 veröffentlichte Minaj die zweite offizielle Single Bed auf der, neben Minaj, Ariana Grande zu hören ist.
Queen erschien schließlich am 10. August 2018 und erreichte Platz 2 in den US-Charts. Es enthält unter anderem Gastbeiträge von The Weeknd, Future, Foxy Brown, Eminem und Ariana Grande. Vier Tage nach der Albumveröffentlichung wurde Barbie Dreams als dritte Single veröffentlicht.

### 2019:Megatron
Im Juni veröffentlichte sie die Single Megatron. Im August erschien von der Rapperin Megan Thee Stallion die Single Hot Girl Summer, auf deren Gesangsspur Minaj vertreten ist.
Im September 2019 kündigte Nicki Minaj mit 36 Jahren ihren Rücktritt aus der Musikbranche an, diesen dementierte sie später wieder und bezeichnete es als einen Witz. Im Oktober veröffentlichte sie den Song „Fendi“ (eine Zusammenarbeit mit PnB Rock und Murda Beatz) anlässlich ihrer im Oktober veröffentlichten Fendi-Modekollektion in Zusammenarbeit mit dem Mode-Label Fendi.

### 2020–2021: Yikes,Say So und Beam Me Up Scotty
Im Januar 2020 kündigte Minaj ihren Auftritt als Gastjurorin bei der Premiere der zwölften Staffel von RuPaul’s Drag Race und eine Zusammenarbeit in dem Song Nice to Meet Ya der amerikanischen Sängerin Meghan Trainor an. Am 7. Februar 2020 veröffentlichte sie den Song Yikes als Werbesingle.
Im Mai kündigte die US-amerikanische Rapperin Doja Cat eine Zusammenarbeit mit Minaj an und nahm sie als Feature in den Remix ihres Songs „Say So“. Ein zweiter Remix mit einem anderen Vers von Minaj wurde etwas später veröffentlicht. Der Remix führte die Billboard Hot 100 an und wurde sowohl Minajs als auch Doja Cats erste Single, die die Nummer-eins-Hits in den USA erreichte. Es war das erste Mal, dass ein Song von zwei Rapperinnen die Spitze erreichte, wofür sie später vom Guinness World Records ausgezeichnet wurden.
Am 12. Juni 2020 veröffentlichten der Rapper 6ix9ine und Minaj ihre dritte Zusammenarbeit, Trollz, welche auf den Hot 100 debütierte und Minajs zweite Nummer-Eins-Single wurde. Dies machte Minaj zur zweiten Rapperin, die auf der Spitze der Hot 100-Charts debütierte, seit Lauryn Hill dies 1998 mit Doo Wop (That Thing) tat. Der Song fiel in seiner zweiten Woche auf Platz 34 und war damit die erste Single, die in seiner zweiten Woche nach seinem Debüt auf Platz eins über 30 Positionen fiel und damit den Rekord für den größten Rückgang von Platz eins im Land zu dieser Zeit brach. Der Rekord wurde später von Taylor Swifts Willow gebrochen, welches nach dem Debüt an der Spitze der Charts auf Platz 38 fiel.
Am 30. Juli 2020 arbeitete Minaj mit ASAP Ferg und MadeinTYO für den Track Move Ya Hips zusammen. Fast einen Monat später war Minaj in Ty Dolla Signs Track Expensive zu hören und war im Video dafür zu sehen. Sie trat bis Ende 2020 weiterhin als Featured Artist bei mehreren Songs auf und veröffentlichte What That Speed Bout!? mit Mike Will Made It und YoungBoy Never Broke Again am 6. November. Im gleichen Monat kündigte Minaj eine sechsteilige Dokuserie an, die ihr Leben thematisiert und auf HBO Max uraufgeführt werden sollte.
Am 14. Mai 2021 veröffentlichte Minaj eine Neuauflage ihres 2009er Mixtapes Beam Me Up Scotty. Es debütierte auf Platz zwei der Billboard 200 und wurde dort das höchste Debüt für ein weibliches Rap-Mixtape. Ein Song aus der Neuauflage mit dem Titel „Seeing Green“ mit den Rapperkollegen Drake und Lil Wayne erreichte Platz 12 der Billboard Hot 100 und erschien Mitte des Jahres in der Kritikerliste „Best Hip Hop Songs of 2021“ von HipHopDX. Minajs Song „Fractions“ von Beam Me Up Scotty erschien Mitte des Jahres auf der Kritikerliste „Best Rap Verses of 2021 So Far“ des Hip-Hop-Magazins Complex. Am 9. Juli 2021 enthüllte sich Minaj als Feature im Remix von Whole Lotta Money mit der amerikanischen Rapperin BIA.
Im September 2021 wurde Minaj als Feature auf dem kommenden Studioalbum des englischen Singer-Songwriters Elton John, The Lockdown Sessions, enthüllt. Sie erschien auf dem Track „Always Love You“ mit John und Young Thug. Am 28. September 2021 veröffentlichte Jesy Nelson eine Zusammenarbeit mit Minaj als ihr Solo-Debüt Boyz. Es debütierte auf Platz vier in Großbritannien und auf Platz sechzehn in Irland. Im Oktober 2021 wurde Minaj als Moderator bei der sechsten Staffel von „The Real Housewives of Potomac“ als Cameo bekanntgegeben. Im November 2021 wurde ihre Pink-Friday-Single Super Bass von 2011 von RIAA als Diamant zertifiziert, was sie zur zweiten Rapperin machte, die eine Diamant-Zertifizierung für einen Song erhielt. Minaj gewann den Best Hip Hop Award bei den MTV Europe Music Awards 2021, dies war das sechste Mal, dass sie diesen Preis gewann. Minaj gewann auch den „People’s Champ“-Preis des Hip-Hop-Magazins XXL.

### 2022: Super Freaky Girl und MTV Video Vanguard
Am 27. Januar 2022 kündigte Minaj das Lied Do We Have a Problem? mit dem US-amerikanischen Rapper Lil Baby an. Es wurde am 4. Februar zusammen mit einem Musikvideo veröffentlicht, bei dem Benny Boom Regie führte und Gastauftritte der Schauspieler Joseph Sikora und Cory Hardrict enthielt. Minajs Rolle in dem Video wurde von Angelina Jolies Auftritt in dem Film Salt aus dem Jahr 2010 inspiriert. Das Video enthielt auch einen weiteren Track mit dem Titel „Bussin“ – der Track, ebenfalls eine Zusammenarbeit mit Lil Baby, wurde eine Woche später, am 11. Februar, veröffentlicht.
In einem Werbeinterview von Apple Music mit Zane Lowe sagte Minaj, dass ihr fünftes Studioalbum voraussichtlich im Sommer komme. Außerdem wird sie als Headlinerin für das Wireless Festival in London fungieren, welches im Juli 2022 stattfinden soll. Minaj führte auch die Kampagne für die Frühjahrskollektion 2022 „Heaven“ von Marc Jacobs an, die am 3. März gestartet wurde.
Am 18. März veröffentlichte die US-amerikanische Rapperin Coi Leray mit Nicki Minaj den Song Blick Blick zusammen mit einem Musikvideo. Am 25. März 2022 veröffentlichte Minaj den Song „We Go Up“ mit dem New Yorker Rapper Fivio Foreign. Der Drill-Track wurde zunächst in Minajs sozialen Medien als ein eigentlich gestrichener Song aus ihrem kommenden Album bekanntgegeben, ihre Fans baten sie trotzdem, den Song zu veröffentlichen. Am 6. April erschien Minaj in Carpool Karaoke von James Corden.
Am 12. August veröffentlichte Minaj die Solo-Single „Super Freaky Girl“. Diese debütierte auf Platz 1 der amerikanischen Charts und auf Platz 5 der Billboard Global 200.
Bei den MTV Video Music Awards war sie für Do we have a problem in der Kategorie „Best Hip-Hop“ und für Super Freaky Girl in der Kategorie „Song of the Summer“ nominiert. Die erste Nominierung gewann sie. Außerdem wurde sie mit dem Michael Jackson Video Vanguard Award für ihr Lebenswerk ausgezeichnet. Anlässlich dieser Auszeichnung veröffentlichte sie ihr erstes Kompilationsalbum „Queen Radio Volume 1“, eine Zusammenstellung einiger bereits veröffentlichter Lieder aus dem Laufe ihrer Karriere. Das Album debütierte auf Platz 10 der amerikanischen Albumcharts.

### Seit 2023: Pink Friday 2
Im März 2023 kam sie mit ihrem Solo-Song Red Ruby Da Sleeze aus einer 5-monatigen Social-Media-Pause zurück. Es folgte ein Featuring auf dem Song WTF von Rapper YoungBoy Never Broke Again. Im April veröffentlichte Minaj einen Remix des Songs Princess Diana von Ice Spice. Es folgte eine Zusammenarbeit mit Kim Petras auf dem Song Alone und ein weiteres Feature auf dem Song Pound Town 2 mit Sexyy Red und Tay Keith.
Am 5. Juni 2023 kündigte Minaj über Twitter an, dass ihr fünftes Studioalbum am 20. Oktober 2023 veröffentlicht würde. Am 30. Juni gab sie über ihre Social-Media-Kanäle den Titel des Albums, Pink Friday 2, bekannt und verschob das Veröffentlichungsdatum auf den 17. November. Letztendlich wurde das Album auf den 8. Dezember 2023 verschoben. Die Rapperin versicherte den Fans, dass das Album das „Warten wert sein wird“.
Ebenfalls im Juni veröffentlichte sie zusammen mit Ice Spice ihre zweite Zusammenarbeit Barbie World mit der Eurodance-Band Aqua als Teil des Soundtracks zum Barbie-Film. Der Song sampelt Aquas Single von 1997, Barbie Girl. Der Song erreichte Platz sieben in den Hot 100 und führte die Digital Song Sales an. Damit erweiterte sie ihren Rekord als die Rapperin mit den meisten US-Top-Ten-Hits und Nummer-eins-Hits. Minaj trat als Gast auf den Alben von Young Thug und Lil Uzi Vert, „Business Is Business“ und „Pink Tape“, auf den Tracks „Money“ mit dem verstorbenen Juice Wrld, und dem US-Top-20-Hit „Endless Fashion“ auf. Last Time I Saw You wurde am 1. September als die zweite Single von "Pink Friday 2" veröffentlicht. Dadurch wurde Minaj zur Künstlerin mit den meisten Nummer-eins-Hits auf den R&B/Hip-Hop Digital Song Sales und überholte damit Drake; und sie erweiterte ihren Rekord als die Frau mit den meisten Top-Ten-Hits bei den Hot R&B/Hip-Hop Songs. Bei den MTV Europe Music Awards 2023 wurde sie zur ersten schwarzen Künstlerin und weiblicher Rapper, die den Preis für den Besten US-Act in der Geschichte der Preisverleihung gewonnen hat.
Minaj wurde für den „Best Rap Song“ und „Best Song Written for Visual Media“ mit Barbie World bei den 66. Grammy Awards nominiert. Zur Unterstützung von Pink Friday 2 startete Minaj Anfang 2024 die Pink Friday 2 World Tour. Im März wird sie den ersten Tag des Rolling Loud California 2024 in Inglewood als Headlinerin bestreiten.
Pink Friday 2 wurde am 8. Dezember 2023 veröffentlicht und debütierte an der Spitze der Billboard 200 mit 228.000 Album-äquivalenten Einheiten – Minajs erstem Album seit über 11 Jahren, das dies erreicht hat. Damit wurde sie zur weiblichen Rapperin mit den meisten Nummer-eins-Alben (3) in der Chartgeschichte der USA und übertraf Foxy Brown. Das Album erzielte die größte Verkaufswoche (insgesamt und bereinigt) des Jahrzehnts für ein Rap-Album einer Frau sowie für ein R&B-/Hip-Hop-Album einer Frau im Jahr 2023. Es sammelte die meisten Erstwochen-Vinylverkäufe für ein weibliches Rap-Album in der US-Geschichte. 14 Tracks des Albums debütierten in den Billboard Hot 100, von denen zwei es in die Top 40 schafften – Everybody mit Lil Uzi Vert und Needle mit Drake. Unterstützt von Everybody, FTCU und Barbie Dangerous egalisierte Minaj Kanye West für die drittmeisten Top-Tens (50) in den Hot Rap Songs. Mit ihren neuen Tracks baute sie ihren Rekord als Frau mit den meisten Top-Tens (46) in den Hot R&B/Hip-Hop Songcharts aus.
Im Januar 2024 wurden Everybody und FTCU als nachfolgende Singles von Pink Friday 2 veröffentlicht. Die Tracks erreichten schließlich die Top 25 bzw. Top 15 der Hot 100. "FTCU" erreichte den ersten Platz der Digital Songs-, R&B/Hip-Hop Digital Song Sales- und Hot Rap Digital Song Sales-Charts und wurde damit Minajs 17., 26. und 22. Nummer-eins-Hit in diesen Rankings. Im April wurde ein Remix des Songs mit dem Titel "Sleeze Mix" veröffentlicht, der Travis Scott, Chris Brown und Sexyy Red featured.
Am 26. Januar 2024 teaserte Minaj einen Diss-Track gegen die Rapperin Megan Thee Stallion mit dem Titel "Big Foot" in einem Instagram-Live im Zusammenhang mit deren Single "Hiss", gefolgt von einer Reihe von Tweets über den Streit. Er wurde offiziell am 28. Januar veröffentlicht. Der Track wurde von einer A-cappella-Version begleitet, damit, in Minajs Worten: "andere Produzenten auf der ganzen Welt ihren eigenen Beat machen können." "Big Foot" wurde von Kritikern und einigen Fans schlecht aufgenommen, die die Produktion, den Rapflow und die Angriffe auf Megan für qualitativ mangelhaft kritisierten. Der Song brach Rekorde für das höchste Solo-Debüt einer weiblichen Rapperin in der Apple Music-Geschichte am ersten Tag und das größte Solo-Debüt einer weiblichen Rapperin auf YouTube im Jahr 2024. Nach einem starken Debüt, debütierte der Song schließlich auf Platz 23 der Billboard Hot 100. Er verlängerte Minajs Rekord als die weibliche Rapperin mit den meisten und als die Frau mit den zweitmeisten Top-Tens (46) in den Hot R&B/Hip-Hop-Songs-Charts, hinter Aretha Franklin (52).
Zur Unterstützung von Pink Friday 2 begab sich Minaj auf die gleichnamige Welttournee, ihre bisher umfangreichste Tour, die von März bis Oktober 2024 stattfand. Die Tour umfasste ihre Headliner-Auftritte bei zehn Festivals. Sie wurde zur umsatzstärksten Tournee einer weiblichen Rapperin in der Geschichte und zur vierterfolgreichsten Tournee eines Rappers oder Hip-Hop-Künstlers insgesamt, mit Einnahmen von über 108 Millionen US-Dollar basierend auf den ersten 70 Shows.
Sie wurde bei den Pollstar Awards 2025 für die Auszeichnung Hip-Hop Tour of the Year nominiert. Minaj erhielt zudem zusammen mit Ice Spice eine Nominierung für Best Rap Song und Best Song Written for Visual Media für Barbie World bei den 66. Grammy Awards.
Bei den BET Awards 2024 führte sie die Nominierungen unter den Frauen mit sechs an und gewann die Auszeichnung als Best Female Hip Hop Artist – ihr siebter Sieg in dieser Kategorie und der erste seit 2016.
Bei den BET Hip Hop Awards 2024 wurde Pink Friday 2 als erstes Album einer Solokünstlerin mit dem Preis für Album of the Year ausgezeichnet.
Minaj plante ursprünglich, eine Deluxe-Version des Albums mit dem Titel Gag City Reloaded zu veröffentlichen, gab jedoch im September 2024 bekannt, dass sie dieses Vorhaben verworfen habe, um stattdessen an ihrem sechsten Studioalbum zu arbeiten.

## Künstlerische Wahrnehmung

### Musikstil

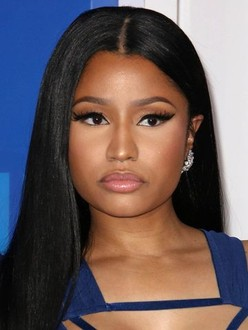
Nicki Minaj (2016)

Minaj ist bekannt für ihren animierten Rapstil und ihren einzigartigen Flow. Ihr Rappen zeichnet sich durch Geschwindigkeit aus sowie die Verwendung von Alter Egos (anderen Ichs) und Akzenten, hauptsächlich britischem Cockney. Sie singt und rappt oft in ihren Liedern und verwendet Metaphern, Punchlines und Wortspiele. Die Alter Egos sind in ihre Texte mit britischen Akzenten (Roman Zolanski) oder sanftem Sprechen (Harajuku Barbie) integriert. Ice-T sagte über Minajs Rapstil: „[Minaj] macht ihr Ding. Sie hat ihre eigene Art, es zu tun. Sie hat eine großartige stimmliche Leistung. Sie erinnert mich irgendwie an eine weibliche Busta Rhymes, wie sie ihre Stimme in verschiedene Richtungen wirft.“
Jon Caramanica von der New York Times bezeichnete Minaj als eine „glänzende Rapperin mit einem Gespür für komische Akzente und unerwartete Wortwendungen. Sie ist eine wandelnde Übertreibung, übergroß im Sound, in der Persönlichkeit und im Aussehen. Und sie ist eine schnelle Entwicklerin, die alte Modi genauso schnell ablegt wie sie neue annimmt.“ Obwohl viele Kritiker ihre Technik abwertend als Bubblegum-Rap beschreiben, sagte Minaj: „Was die Leute nicht wissen, ist, dass ich, bevor ich diese Verrücktheiten gemacht habe, ich ich selbst war, ich machte einfach regulären Rap, den jeder hören und sich identifizieren konnte. Bis ich anfing, all diesen seltsamen Kram zu machen – ich bin nicht böse darüber, denn es hat die Aufmerksamkeit aller auf mich gelenkt.“
Robby Seabrook III von XXL listete Minaj als eine der „einzigartigsten Flows von Rappern der letzten fünf Jahre“ auf und sagte, dass sie „ihren Platz als Anführerin des Rudels für ihre animierten Flows gefestigt hat und viele andere Frauen im Hip-Hop dazu inspiriert hat, mit ihrer Stimme zu spielen. Sie wechselt von albern zu kriegerisch, von aufgeregt zu exzentrisch, oft alles in einem einzigen Song.“
Als Rap-Künstlerin ist sie auch gelegentlich in elektronischen Musikgenres (insbesondere im Electropop) zu finden. Pink Friday markierte ihren Ausflug in die Genres und brachte elektrolastige Songs wie das poplastige Super Bass hervor. Auch indem sie Rap mit Synthesizer-Musik kombinierte, enthielt ihr zweites Album, Pink Friday Roman Reloaded, mehrere Electro-Hop- und Electro-Pop-Songs: HOV Lane, Whip It, Automatic, Come on a Cone, Young Forever, Fire Burns, "Roman Holiday", The Boys und Beez in the Trap; während Starships ein Eurodance-Song ist.
Ihr Vers auf Kanye Wests Monster wurde von Kritikern gefeiert und trug maßgeblich zu ihrer Popularität bei; viele Kritiker sagten, sie habe den besten Vers im Song. West behauptete zu einem Zeitpunkt, dass er darüber nachdachte, ihren Vers aus dem Track zu entfernen, weil er besorgt war, dass er seine eigene Arbeit überschatten würde.
Tara Colley von The Conversation beschrieb Minaj als eine „führende weibliche Rapperin“ und dass sie „konsequent zwischen den verschiedenen Persönlichkeiten eines Gangster-Bosses und einer sexy Pop-Sirene hin- und herwechselt, ohne sich wirklich für eine zu entscheiden“ und dass ihre „chamäleonische Fähigkeit“ zu einigen der „wortreichsten, witzigsten, dreckigsten und popfreundlichsten“ Stars des Rap passt, wie Eminem und Lil Wayne. Zoe Johnson von XXL sagte, dass in den letzten Jahren Minajs „Auswahl an Beats sich zu raffinierter Produktion mit viel Griffigkeit und Hip-Hop-Flair entwickelt hat“.

### Stellung und kulturelle Bedeutung
Nicki Minaj wird von zahlreichen Medien als die „Queen of Rap“ oder „Queen of Hip Hop“ bezeichnet. Zu diesen Medien gehören Billboard, Time, NME, Rolling Stone, NBC News und Cosmopolitan. Die New York Times, The Washington Post, NPR und die Los Angeles Times haben sie ebenfalls als solche bezeichnet. Minaj wurde von Billboard und Vibe auf Platz zehn der größten Rapper aller Zeiten eingestuft und 2024 von Billboard zur „heißesten weiblichen Rapperin“ gekürt. Sie bleibt 15 Jahre nach der Veröffentlichung ihres Durchbruch-Mixtapes „Beam Me Up Scotty“ an der Spitze der Rap-Szene.
Im Jahr 2012 nannte Jon Caramanica von der New York Times Minaj die „einflussreichste weibliche Rapperin aller Zeiten“, und 2015 bezeichnete Vanessa Grigoriadis sie als die “größte weibliche Rap-Superstar der Welt”. Jochan Embley vom Evening Standard nannte sie eine der einflussreichsten Rap-Künstlerinnen aller Zeiten und lobte ihre mutigen und furchtlosen Auftritte sowie ihre markanten Texte.
Sowmya Krishnamurthy von NPR Music bemerkte, dass Minaj verschiedene Alter Egos wie die lebensgroße Barbie, die glamouröse Verführerin und das Mädchen von nebenan verkörpert hat, und argumentierte, dass sie die Landschaft für Künstler im Hip-Hop in den letzten zehn Jahren verändert hat. Patrik Sandberg von Dazed erklärte 2017, dass Minaj jede andere weibliche Hip-Hop-Künstlerin übertroffen hat und die erfolgreichste in der Geschichte geworden ist. Nick Soulsby von PopMatters nannte sie 2020 die “beste Rapperin der letzten zehn Jahre – ohne Geschlechterpräposition”.
Glamour nahm Minaj in ihre Liste der 104 Frauen auf, die die Popkultur der 2010er Jahre definiert haben. Madeline Roth von XXL kommentierte, dass Minaj eine neue Generation von Rappern inspiriert hat, die ihren Stil nachahmen. Sie hat Künstler wie Tinashe, Cher Lloyd, Cupcakke, Billie Eilish, Lil Nas X, Doja Cat, Megan Thee Stallion, Latto, Coi Leray, City Girls, Ice Spice, Rico Nasty, Angel Haze, und Saweetie beeinflusst.
Billboard schrieb Minaj zu, den weiblichen Rap wieder in den Mainstream der USA gebracht zu haben. Mit über 140 Features wurde sie von der Zeitschrift als „Rap- und Pop-Ikone“ bezeichnet, die als Gastkünstlerin auf den Singles anderer Künstler zahlreiche Chart-Hits erzielt hat. Das Complex-Magazin lobte ihre Fähigkeit, einfache Songs in Hits zu verwandeln, nur weil sie darauf zu hören ist. Jon Caramanica von der New York Times sagte 2012, dass Minaj eine geschickte, ausdrucksstarke Rapperin, eine komplizierte Texterin, eine nachdenkliche Sängerin und eine risikofreudige Performerin geworden ist. Sie hat neue Persönlichkeiten erfunden und die Erwartungen übertroffen.
Erik Nielson von NPR sagte 2014, dass Minajs Erfolg in den letzten zehn Jahren eine Ausnahme von der unausgesprochenen Regel darstellt, dass weibliche Rapper keinen Platz unter den Elite-Künstlern haben. Demicia Inman von Nylon schrieb, dass Minajs Einfluss sie zu einer der erfolgreichsten Rapperinnen des Jahrtausends gemacht hat und dass sie gegen Misogynie und Vorurteile in der Branche gekämpft hat, um ihre eigene Identität und ihren eigenen Sound zu schaffen. Complex kommentierte, dass Minaj von ihren mutigen Outfits bis zu ihren mehrfarbigen Perücken Selbstbewusstsein ausstrahlt, das andere inspiriert hat. Michael Saponara von Billboard schrieb, dass Minaj ihren Status als lebende Legende bestätigt hat, indem sie mit der „Pink Friday 2 World Tour“ die erfolgreichste Tour einer weiblichen Rapperin absolvierte und sich als zentrale weibliche Kraft im Rap bewiesen hat.

### Modestil

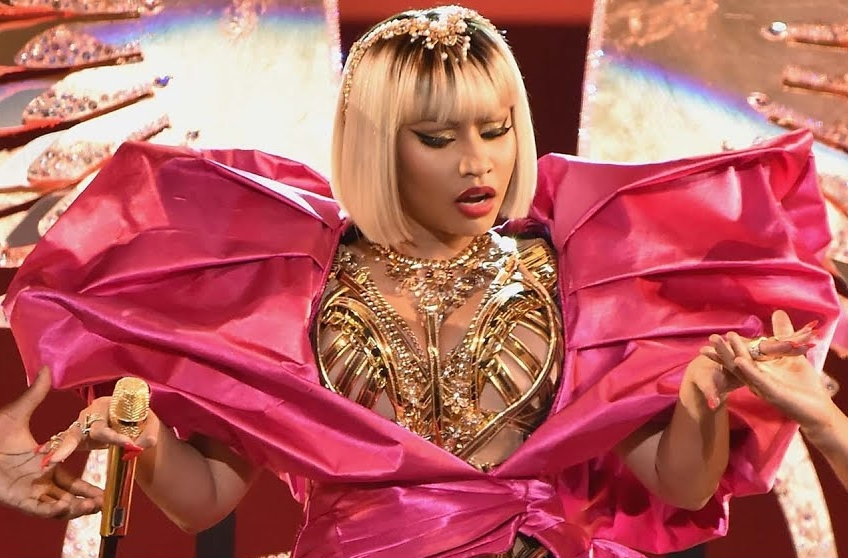
Nicki Minaj (2018)

Nicki Minaj ist bekannt für ihren als einzigartig empfundenen und ikonischen Modestil, der von verschiedenen Einflüssen geprägt ist, darunter auch die japanische Harajuku-Kultur insbesondere im Stil von Ganguro. Ihre Modeauswahl zeigt oft eine Mischung aus lebhaften Farben, verspielten Designs und exzentrischen Accessoires, die ihre Persönlichkeit und Kreativität widerspiegeln sollen.
Ein markantes Merkmal von Minajs Stil ist ihre Neigung zu auffälligen und extravaganten Outfits. Sie hat die Harajuku-Ästhetik in ihren Looks integriert, die sich durch knallige Farben, Layering, unkonventionelle Muster und verspielte Details auszeichnen. Inspiriert von der Kultur trägt sie oft bunte Perücken in verschiedenen Längen und Farben, die ihren Look dramatisch verändern und ihre Vielseitigkeit unterstreichen.
Minaj kombiniert gerne verschiedene Elemente in ihrem Stil und setzt auf aufwendige Kostüme, die von Anime-Charakteren und futuristischer Mode inspiriert sind. Sie setzt auffällige Akzente und experimentiert mit Mode, was ihre Auftritte auf roten Teppichen und in Musikvideos besonders einprägsam macht.
Ihre Garderobe besteht oft aus figurbetonten Outfits, extravaganten High-Fashion-Stücken und ausgefallenen Accessoires. Von opulenten Kleidern bis zu kreativen Kombinationen aus verschiedenartigen Mustern und Texturen – Minaj bringt ihre individuelle Stilrichtung in die Mode ein und experimentiert mit verschiedenen Elementen.

### Alter Egos
Während ihrer Kindheit, in der ihre Eltern häufig stritten, lebte Minaj durch Figuren, die sie als Fluchtmittel erschuf. Sie erinnerte sich daran, dass „Fantasie meine Realität war“ und ihre erste Identität Cookie gewesen sei, die zu Harajuku Barbie und (später) Nicki Minaj wurde. Im November 2010 übernahm Minaj die Identität von Nicki Teresa, trug eine bunte Kopfbedeckung und bezeichnete sich als „Heilerin ihrer Fans“ während eines Besuchs bei der Garden of Dreams Foundation in den Fuse Studios in New York.
Eines von Minajs bekanntesten Alter Egos ist „ein Dämon in ihr“ namens Roman Zolanski (benannt nach dem Filmregisseur Roman Polanski mit modifiziertem Nachnamen), Minajs „Zwillingsbruder“, dessen Charakter sie annimmt, wenn sie wütend ist. Roman wurde mit Eminems Alter Ego Slim Shady verglichen, und auf „Roman’s Revenge“ arbeiten Minaj und Eminem als ihre Alter Egos zusammen. Auf ihrem nächsten Album Pink Friday: Roman Reloaded angesprochen, sagte sie, dass es viel von Roman geben würde: „Und wenn ihr mit Roman nicht vertraut seid, dann werdet ihr ihn sehr bald kennenlernen. Er ist der Junge, der in mir lebt. Er ist ein Irrer und er ist schwul und er wird viel darauf zu hören sein.“ Roman hat eine Mutter, Martha Zolanski, die auf Roman’s Revenge mit britischem Akzent auftrat und erstmals auf Roman Holiday sang. Martha trat im Video zu Moment 4 Life als Minajs vermeintliche Fee auf.

## Privatleben
Obwohl manche Lieder und Interviews andeuteten, dass sie bisexuell sei, sagte Minaj, dass sie mit Frauen keinen Sex habe und auch nicht mit ihnen ausgehe. In einem Interview mit dem Vibe sagte sie: „Ich begrüße einfach alle Leute, mit all ihren verschiedenen Lebensstilen, und ich erzähle ihnen nicht, sie seien schlechte Menschen. Und ich sage Mädchen, dass sie wunderschön sind und dass sie sexy sind, und sie müssen das gesagt bekommen, und wenn sie niemanden haben, der ihnen das sagt, und es wirklich ernst meint, werde ich das tun. Aber die Leute wollen mich immer definieren, und ich will nicht definiert werden.“ In einem Interview mit Out wiederholte sie, wie sehr sie es hasse, in eine bestimmte Schublade gesteckt zu werden: „Der Punkt ist, niemand ist einfach nur schwarz oder weiß. Es gibt so viele Schattierungen dazwischen, und wenn man etwas sagen will, muss man sich dabei wohlfühlen können, es auszusprechen.“
Im Rahmen eines Interviews für die Mai-Ausgabe 2010 der Zeitschrift Details wurde Minaj gefragt, ob sie das Gefühl habe, Hip-Hop werde schwulenfreundlicher. Sie antwortete: „Ich denke, die ganze Welt wird schwulenfreundlicher, also wird es der Hip-Hop auch. Trotzdem fällt es schwer, sich vorzustellen, dass ein homosexueller männlicher Rapper in dieser Szene akzeptiert wird, da viele der Meinung sind, ein Schwuler hätte keine „Street Credibility“, man könne ihn nicht ernst nehmen. Aber ich bin mir dennoch sicher, dass wir irgendwann auch einen solchen Rapper sehen werden.“
Ihr älterer Bruder Jelani Maraj wurde 2017 wegen Vergewaltigung seiner 11-jährigen Stieftochter zu 25 Jahren Gefängnis verurteilt.
Minaj war mit den Rappern Safaree Samuels, Meek Mill und Nas liiert.
Am 21. Oktober 2019 gab Minaj auf der Internetplattform Instagram bekannt, dass sie ihren Freund Kenneth Petty, mit dem sie seit 2018 zusammen ist, geheiratet hat. Bereits im August hatte Minaj in ihrer Radioshow verraten, dass sie eine Heiratserlaubnis beantragt hat und in „80 Tagen heiraten möchte“. Einige Medien und Fans von Minaj kritisieren die Beziehung mit Petty, da dieser ein verurteilter Straftäter sei und schon für einen von Mordanklage herunter gestuften Totschlag (aufgrund seines Geständnisses) und einer versuchten Sexualstraftat im Gefängnis gesessen hat. Minaj rechtfertigte sich mit der Begründung, dass Petty sie schon geliebt habe, als sie noch arm war. Im September 2020 brachte sie einen Jungen zur Welt und wurde somit erstmals Mutter.

## Filmografie
Als Schauspielerin
- Ice Age 4: Voll verschoben (Stimme; 2012)
- Die Schadenfreundinnen (2014)
- Barbershop 3: The Next Cut (2016)
- The Angry Birds Movie 2 (2019)

TV-Serien
- Nicki Minaj: My Time Now (VMA Footage; 2010)
- E! Special: Nicki Minaj (Journey to fame; 2011)
- Nicki Minaj: Day In The Life (Behind the szenes footage; 2012)
- Nicki Minaj: My Truth (Miniserie; 2012)
- American Idol (Jurorin Staffel 12; 2013)
- Steven Universe (Sugilite; Coach Steven 2014)
- Nicki Minaj: My Time Again (VMA Footage; 2015)
- The BET Life of Nicki Minaj (Documentary; 2015)
- RuPaul’s Drag Race (Jurorin Staffel 12; 2020)

Sonstiges
- The Come Up DVD: Volume 11 (2007)
- The Come Up DVD: Volume 17 (2008)
- Romans Revenge DVD (2012)
- The Re-Up DVD (2012)
- The Pinkprint Movie (Kurzfilm; 2015)
- Do We Have A Problem? (Kurzfilm; 2022)

## Diskografie
Studioalben

| Jahr | Titel Musiklabel                                                                                             | Höchstplatzierung, Gesamtwochen, AuszeichnungChartplatzierungen (Jahr, Titel, Musiklabel, Platzierungen, Wochen, Auszeichnungen, Anmerkungen) | Höchstplatzierung, Gesamtwochen, AuszeichnungChartplatzierungen (Jahr, Titel, Musiklabel, Platzierungen, Wochen, Auszeichnungen, Anmerkungen) | Höchstplatzierung, Gesamtwochen, AuszeichnungChartplatzierungen (Jahr, Titel, Musiklabel, Platzierungen, Wochen, Auszeichnungen, Anmerkungen) | Höchstplatzierung, Gesamtwochen, AuszeichnungChartplatzierungen (Jahr, Titel, Musiklabel, Platzierungen, Wochen, Auszeichnungen, Anmerkungen) | Höchstplatzierung, Gesamtwochen, AuszeichnungChartplatzierungen (Jahr, Titel, Musiklabel, Platzierungen, Wochen, Auszeichnungen, Anmerkungen) | Anmerkungen                                                   | [↑]: gemeinsam behandelt mit vorhergehendem Eintrag; [←]: in beiden Charts platziert |
| Jahr | Titel Musiklabel                                                                                             | DE | AT | CH | UK | US | Anmerkungen                                                   |                                                                                      |
| ---- | --- | --- | --- | --- | --- | --- | ------------------------------------------------------------- | ------------------------------------------------------------------------------------ |
| 2010 | Pink Friday Young Money Entertainment / Cash Money, Republic (UMG)                                           | — | — | — | UK16 Platin · (89 Wo.)UK | US1 ×3Dreifachplatin · (77 Wo.)US | Erstveröffentlichung: 19. November 2010 Verkäufe: + 5.000.000 |                                                                                      |
| 2012 | Pink Friday: Roman Reloaded Young Money, Cash Money, Republic (UMG)                                          | DE44 (4 Wo.)DE | AT49 (3 Wo.)AT | CH24 (10 Wo.)CH | UK1 Platin · (47 Wo.)UK | US1 ×4Vierfachplatin · (49 Wo.)US | Erstveröffentlichung: 2. April 2012 Verkäufe: + 5.000.000     |                                                                                      |
| 2012 | Pink Friday: Roman Reloaded – The Re-Up Young Money, Cash Money, Republic[DE: ↑][AT: ↑][CH: ↑][UK: ↑][US: ↑] | DE44 (4 Wo.)DE | AT49 (3 Wo.)AT | CH24 (10 Wo.)CH | UK1 Platin · (47 Wo.)UK | US1 ×4Vierfachplatin · (49 Wo.)US | Erstveröffentlichung: 19. November 2012                       |                                                                                      |
| 2014 | The Pinkprint Young Money, Cash Money, Republic (UMG)                                                        | DE69 (3 Wo.)DE | — | CH39 (3 Wo.)CH | UK22 Gold · (26 Wo.)UK | US2 ×2Doppelplatin · (124 Wo.)US | Erstveröffentlichung: 12. Dezember 2014 Verkäufe: + 5.000.000 |                                                                                      |
| 2018 | Queen Young Money, Cash Money, Republic (UMG)                                                                | DE18 (5 Wo.)DE | AT19 (3 Wo.)AT | CH5 (5 Wo.)CH | UK5 Gold · (15 Wo.)UK | US2 Platin · (57 Wo.)US | Erstveröffentlichung: 10. August 2018 Verkäufe: + 1.345.000   |                                                                                      |
| 2023 | Pink Friday 2 Young Money, Republic (UMG)                                                                    | DE41 (7 Wo.)DE | AT31 (3 Wo.)AT | CH6 (6 Wo.)CH | UK3 Gold · (13 Wo.)UK | US1 Platin · (34 Wo.)US | Erstveröffentlichung: 8. Dezember 2023 Verkäufe: + 1.127.500  |                                                                                      |

## Touren
Headliner-Touren
- Pink Friday Tour (2012)
- Pink Friday: Roman Reloaded World Tour (2012)
- The Pinkprint World Tour (2015/16)
- The Nicki Wrld Tour (2019)
- Pink Friday 2 (Gag City) World Tour (2024)

Eröffnungsakt
- America's Most Wanted Tour (Lil Wayne; 2008)
- I Am Still Music Tour (Lil Wayne; 2011)
- Femme Fatale Tour (Britney Spears; 2011)